# Africoribates glabratus
Africoribates glabratus är en kvalsterart som först beskrevs av Berlese 1908.  Africoribates glabratus ingår i släktet Africoribates och familjen Humerobatidae. Inga underarter finns listade i Catalogue of Life.